# Историја Шапца
Историја Шапца обухвата историју града Шапца и околине од најстаријих времена до савременог доба. Према традиционалној подели на велике историјске епохе, историја шабачког краја дели се на четири периода: антички, средњовековни, нововековни и савремени.

## Антика и средњи век
Током античког доба, За време римске власти, шире подручје око данашњег града Шапца припадало је провинцији Панонији. Крајем 6. и почетком 7. века, за време аварско-словенских ратова против Византије, на том простору су се настанили Срби. Византијска власт је обновљена почетком 11. века, а крајем 12. века тај крај потпада под угарску власт. Током 13. века јавља се обласни назив Мачва, а чему је назив добила и Мачванска бановина. Крајем 13. и почетком 14. века, област се налази у саставу државе српског краља Стефана Драгутина, а потом поново потпада под угарску власт. Почетком 15. века, улази у састав Српске деспотовине.
У другој половини 15. века, после пада Србије под турску власт, Турци овладавају и овим крајевима. Године 1470. на погодном месту, где се обала Саве благо уздиже, а недалеко од ушћа речице Камичак у Саву, Турци подижу тврђаву Бигир Делен, не много велику по димензијама, али снажних и високих бедема. Са кулама истуреним према Сави она је, кроз векове, представљала снажно упориште према турском супарнику у борби за превласт на Балкану-Угарској, и касније Аустро-Угарској. Турци новосаграђеној тврђави и граду, који је око њених настајао, дају име Бејерделен, што у преводу са турског значи „онај који удара са бока“. Тако лоциран и утврђен град био је значајна турска испостава из које се могло лако упадати у угарску територију, контролисати саобраћај Савом и вршити успешно низ других војних функција. Угарска војска осваја тврђаву 1476. године, али град поново потпада под турску власт 1521. године.

## Период аустирјско-турских ратова
Током наредних векова Шабац је више пута прелазио из турске под хабзбуршку власт и обратно. Током периода владавине једног или другог царства, једне или друге културе, град је мењао свој изглед. За турске владавине, а она је заправо прекидана само на релативно кратке временске периоде, био је то типични оријентални град, са уским прљавим уличицама, малим занатским радњама са ћепенцима и са више џамија са витким минаретима.
За цео период под турском владавином не може се у ствари ни говорити о правом граду, јер се живот одвијао углавном у тврђави и непосредно око ње. Један од разлога за слабији развој градског насеља је и конфигурација терена. Сава и речица Камичак чинили су природну препреку развоју насеља, као и мочварно тло које се простирало јужно од Саве и физички одвајало појас око тврђаве од благо уздигнутих тераса на простору где се данас уздиже град Шабац. Баир (брег, узвишење) једна је од најстаријих градских насељених зона, био је раније повезан са тврђавом дугим дрвеним мостом који је премошћавао водоплавни терен. На Баиру су, једни насупрот других, живели Турци и Срби.
Током дуготрајне турске владавине на овим просторима, Шабац је постао веома значајно место на коме се одвијала трговина, и кроз које су се кретали каравани превозеци из Турске и са Блиског истока егзотичну робу у Угарску и Аустрију, а у другом смеру индустријску робу. Шабац је био веома значајан погранични град за турску империју. Кроз Шабац се, такође, одвијала веома жива унутрашња трговина између крајњих западних крајева турског царства и његових централних и источних делова. Из тог периода засигурно потичу корени трговачког духа који ће Шабац прославити у каснијим временима.
За време Аустријско-турскog ратa (1716-1718), хабзбуршка војска преотима Шабац од Турака. Град остаје у хабзбуршкој власти све до новог Аустријско-турскog ратa (1737-1739), када поново потпада под турску власт. За време Аустријско-турскog ратa (1788-1791), хабзбуршка војска је 25. априла 1788. године поново освојила Шабац од Турака. Град је остао под хабзбуршком окупацијом све до 30. октобра 1791. године, када је договорена поновна предаја града Турцима, а наредног дана хабзбуршке јединице су напустиле Шабачку тврђаву.

## XIX век
Већи историјски значај за Србе Шабац добија са избијањем Првог српског устанка 1804. године. У његовој околини одиграло се неколико значајних битака између Турака и српских устаника, а сам Шабац био је место где су први пут у Србији у војне сврхе употребљене ракете током напада од стране устаника.
Најзначајнија је свакако била битка на Мишару, 1. августа (13. по новом календару) 1806. године. Мишар, село удаљено 6 km од Шапца идући ка Београду, било је поприште славног боја у коме су Срби предвођени Карађорђем Петровићем до ногу потукли силну и обесну турску војску Кулин Капетана. Ту су се храброшћу истакли многи српски јунаци, а нарочито Милош Стојичевић - Поцерац, Јаков Ненадовић, Стојан Ћупић - Змај од Ноћаја, поп Лука Лазаревић, прота Смиљанић и Цинцар Јанко. Слепи песник и гуслар Филип Вишњић је поводом ове славне битке спевао једну од најпознатијих српских епских песама - Бој на Мишару. Један од најснажнијих момената ове песме је онај кад, сазнавши за исход битке и погибију Кулин Капетана, Кулинова када огорчено јеца:
"Бјео Шапцу не бијелио се већ у живој ватри изгорјео! Јер код тебе Турци изгибоше Црни Ђорђе да те Бог убије!"
Поробљена српска раја, бар за кратко, ослобођење од турског јарма дочекала је 27. јануара (8. фебруара по новом календару) 1807. године, када су Турци предали Шабац устаницима под Карађорђем. Тако је после 300 година ропства коначно дочекана слобода. Она се нажалост, губи пропашћу Првог српског устанка, али је њен значај за развој града и полет који је он добио био невероватно велики. Развој и нарастање Шапца од тог времена незаустављиво напредује.
Први замах у развоју град Шабац добија по завршетку ратних дејстава у Другом српском устанку. Овај период се поклапа са временом управе просвећеног Јеврема Обреновића, брата кнеза Милоша, који је био једини писмен од браће и човек широких и напредних назора. Он је Шапцем управљао 15 година, и за то време је много тога из корена променио и унапредио укупан живот дотадашње турске касабе. Само пола године по Јевремовом доласку у Шабац, Стеван Живановић-Телемак пише Вуку Караџићу у Беч: „Шабац се на Баиру начинио да ти има шта око гледати…" Велику борбу је овај знаменити човек водио са дотадашњим назадним и превазиђеним, готово оријенталним схватањима живота код Срба. Он уноси дух европске цивилизације и град почиње да поприма изглед „пречанских“ вароши. Ангажује инжењере који постављају основе за правилну, урбанизовану изградњу Шапца, гради путеве, доноси уредбе о комуналној делатности... Примерима из живота својих чланова породице учи Шапчане новитетима и тиме подстиче на почетку богатије грађане, а касније и остале да следе њихов пример у области одевања, становања, опходења, културних навика... Осим тога, он у Шабац доноси много тога што се у Србији прво могло срести и видети у Шапцу. Први пут се у Србији уместо традиционалних гусала или фруле могао звук клавира чути баш овде, а уместо пенџерли хартије угледати прозорско стакло, или провозати фијакером који је мамио уздахе шабачке господе. И још много које чега добио је Шабац у то време први или међу првима.
Изградњи Јевремовог конака, једне од најлепших зграда тадашње Србије, претходила је изградњи конака кнегиње Љубице у Београду, а и у архитектонском смислу му је био узор. Баш ту, у том здању, Јеврем је окупљао интелектуални крем ондашње Србије, подстичући и храбрећи њихово стваралаштво које је наилазило на неразумевање и отпор непросвећене и веома заостале средине, у чему му је помагала и његова образована кћерка Анка.
Оно што је највредније, а што је настало у Шапцу за време Јевремове владавине, свакако су, на понос Шапчана:
Окружна и варошка болница и апотека, 1826. године, прве у Србији; Основна школа 1826. године, прва у Србији после турске власти; „Главна школа“, односно гимназија која настаје 1837. године; Прве позоришне представе дају се 1840. године; Оснива се музичко друштво као претећа развијеног музичког живота у Србији - касарна, кафана итд. И по завршетку ере Јеврема Обреновића развој Шапца се динамично наставља. Сада он има велики значај као границни град кнежевине Србије према Аустроугарској. Огроман део трговине са овим моћним суседом Србија обавља преко Шапца. Извоз свиња, коња, говеда, шљива и других традиционалних српских производа, па чак и жира, иде преко шабачке царинарнице и луке, и оставља овом граду изврсне приходе. Шабац се у то време много брже развија и напредује у односу на многе друге градове у Србији. Коначно и потпуно ослободење од турске власти Шабац, као и Србија, дочекује 1867. године, када и последњи турски војник напушта тврђаву на Сави. Кључеве града Шапца од Турака примио је мајор Лазар Цукић.
Овај догађај са одушевљењем је дочекало становништво Шапца, сада већ у великој већини српско, и ускоро се губе и последњи трагови вековног турског присуства на овим просторима.
Другу половину XIX века у развоју Шапца обележио је његов веома убрзани развој. Нарочито је развијена трговина, јављају се почетни облици индустријске производње, као и традиционална пољопривреда. Шабац се, уз Београд и Крагујевац, дефинитивно утврђује као један од најзначајнијих српских градова. У урбанистичком смислу он такође напредује. На просторима некадашњих мочвара које се исушују, ничу нове стамбене и пословне зграде. Све више је шапчана који прихватају моделе живота европске цивилизације. Због свог тако убрзаног развоја и полета којим је одисао, као и развијеног кафанског живота, заслужио је назив „Мали Париз“. Шапчани су у то време могли да читају своје новине, и то од 1883. године, а од 1909. још 11 листова.

## XX век
На размеди векова Шабац достиже свој пуни просперитет. Граде се велелепне породичне куће у центру града, летњиковци у околини, а све то са примереним стилом и укусом који је диктирала тадашња Европа. Шабац је један од првих градова у Србији где су у кафану, углавном недељом пре подне, са својим каваљерима ишле и даме, што је до тада била само мушка привилегија а за жену готово незамислива срамота. Начин одевања и опходења код градске господе већ је увелико као у великим пречанским варошима које су још увек узор. Почетком века на улицама се могу видети већ и по неки аутомобил и „велосипед“. Градски живот постаје пријатна комбинација рада, одмора и забаве, а исти се удисао пуним плућима. Добру илустрацију оваквог шабачког мераклијског и боемског начина живота имамо у стиховима песника Драгише Пењина:
"Кад је деда лумповао, на три шора и два сквера, возили су штап и шешир два посебна фијакера“
Овакву, готово идиличну слику прекида страховита катастрофа оличена у Првом светском рату. Аустријанци су на Шабац испалили прве артиљеријске гранате 22. Јула 1914. у 16:00 и при томе први објекат који је уништен у Шапцу у Првом светском рату била је кућа у делу града Камичак. Аустроугарски 44. пешадијски пук из 62. пешадијске бригаде уз подршку монитора са Саве и артиљерије са Турског гробља, потиснуо је Шабачки одред који је бранио град на линију јужно од града код села Слатине. Два батаљона српске војске и коњичка дивизија извршили су напад на југоисточни део града, али су одбијени. Шабачки одред поново је напао град, али се задржао на линији Беглук баре и Потесу. Аустријски командант бојећи се да Срби не заузму град, послао је 29. дивизију са 30 топова и 12 хуабица на Турско гробље, ради подизања Понтонског моста. До краја дана посада опседнутог града је ојачана са 4 батерије и 11 батаљона. Срби су заузели линију Богосавац- Јевремовац-Мишар. Због угрожавања бока 2. српске армије, послата је Шумадисјка дивизије 1. позива која је нападом са положаја на реци Добрави 17. августа отерала Аустријанце и пришла до јужних делова Шапца, међутим била је приморана да се повуче на линију Мишар- Потес -Јевремовац. Због ситуације аустроугарска команда је  послала код Шапца 4. корпус и на Турско гробље још једну хаубичку батерију топова од 120 мм, тако да је сада имала укупно 60 топова.18. августа све аустријске снаге 29.дивизија 31. дивизија 32. и делови 7.дивизија стављене су под команду команданта 9. корпуса. Оне су напале 18. августа Шумадијску дивизију 1. позива и заузеле 31. дивизија Причиновић, 29. дивизија Јевремовац,а 32. дивизија Мишар, где су противнападом Шумадијске дивизије заустављене. После Церске битке, 4. корпус пребачен је 20. августа на леву обалу Саве, а 29. дивизија и половина 7. дивизије и 9. корпус задржани су у Шапцу.Шумадијска 1. позива образује са Тимочком 2. позива Комбиновани корпус кога напада 4. корпус, али је после претрпљеног неуспеха, са деловима 9. корпуса напустио Шабац. Срби су ушли у Шабац 24. августа 1914. Прва Српска ваздушна битка у Првом светском рату вођена је код Шапца, изнад Мишарског поља. 27. августа 1914. године, око 18 сати, на повратку из извиђања сремског села Купиново, пилота Миодрага Томића напао је изнад Мишарског поља аустријски пилот који је отворио ватру. Пошто је Томић био ненаоружан, порињањем је морао да се спаси.
Приликом заузимања Шапца, на торњу шабачке цркве налазило се митраљеско гнездо. Српски војник Микајло Ђукић из села Дубље близу Шапца пуцао је топом у црквени торањ, како би уништио митраљеско гнездо, и тиме је оштети торањ Велике војне операције које су се током четири ратне године догађале на овим просторима, као и крвожедна освета аустроугарске солдатеске због изгубљених битака на бојном пољу, кулминирале су страховитим страдањем Шапца и његове околине. Град порушен, попаљен и опљачкан, села у околини такоде. Народ што побијен, што расељен, измрцварен и оболео, у великој материјалној беди, са болном радошћу дочекује слободу 1918. године. Од предратних 14.000 становника, једва да је у животу остало 7.000, а и број постојећих кућа је био више него преполовљен. Непријатељ није поштедео чак ни шабачку цркву. Колика је утеха што се овај град опет издвојио у Србији, али сада по страдалаштву, и по своја три јединствена орђена добијена за ратне заслуге: француски Ратни крст са палмом (1920), чехословачки Ратни крст (1925) и Карађорђева звезда.
После свог великог пострадања Шабац је назван, као пандан славном француском граду, „Српски Верден“.
У непосредној близини града, на обронцима планине Цер, догодила се чувена Церска битка, августа 1914. године. Величанствена победа српске војске под командом денерала Степе Степановића, који тада бива унапређен у звање војводе, прва је савезничка победа у Првом светском рату. Колико се ова војна победа урезала у биће Србиново, нека илуструје чињеница да се данас, 85 година касније, ни једна свадба нити друго весеље не могу замислити у Србији без звука „Марш на Дрину“ и његових речи:
"У бој крените јунаци сви, крен'те и не жал'те живот свој Цер нек види бој, Цер нек види бој а нека Дрина, снагу храбрости јуначку руку оца, сина…"
Прва Српска ваздушна битка у Првом светском рату вођена је код Шапца, изнад Мишарског поља. 27. августа 1914. године, око 18 сати, на повратку из извиђања сремског села Купиново, пилота Миодрага Томића напао је изнад Мишарског поља аустријски пилот који је отворио ватру. Пошто је Томић био ненаоружан, порињањем је морао да се спаси.
У периоду између Првог и Другог светског рата он је ипак успевао да се развија и расте, и то пре свега, захваљујући веома развијеном занатству, трговини, пољопривреди... Пред сам крај тог периода, 1938. године, у Шабац је премештена Хемијска индустрија „Зорка“ која је дотле радила у Суботици. Она ће обележити каснији вишедеценијски период развоја града и постати готово синоним за Шабац.
Како се после највећих катастрофа живот ипак наставља даље, тако је и Шабац наставио свој послератни живот у новој држави и у нешто измењеним околностима. Та промена огледа се највише у чињеници да се државна граница сада померила знатно на север, а Шабац је остао у унутрашњости. Неке привилегије, које је до тада имао, неповратно су нестале и капитал се више није у оној мери сливао у овај град.
После тек нешто више од две деценије мира и спокоја, ратни ужас поново захвата Европу, па самим тим и Шабац. Други светски рат свом својом жестином сручио се и на ове просторе, и већ у првој ратној години Шабац жестоко страда. Септембра 1941. године Немци брутално протерују око 5.000 Шапчана у сремачко село Јарак, где су били смештени у импровизованом логору. Са тог марша, „Крвавог марша“, како је касније назван, многи се никад нису вратили кући. Током рата у Шапцу је постојао концентрациони логор кроз који је за четири ратне године прошло око 25.000 грађана. Укупне жртве које је овај град дао током Другог светског рата износе око 7.000 људи. Слобода је коначно стигла 23. октобра 1944. године.
Прве послератне године, као и у целој Југославији, обележене су великим полетом и ентузијазмом у изградњи и обнови ратом уништених добара. Носилац развоја модерног Шапца је све развијенија и снажнија хемијска индустрија, тј. фабрика „Зорка“. Убрзано се граде нова привредна постројења, уређује путна мрежа, спроводи електрификација... Уместо многих дотрајалих уџерица граде се нове модерне зграде. Нажалост, по нешто што је давало дух старом Шапцу се и губи, али то је данак новом времену које као да није увек имало стрпљења да се бави емотивном страном живота. Седамдесетих година Шабац доживљава до тада невидени процват. За неколико година у том периоду предузима се неколико капиталних подухвата који сасвим мењају изглед овог града. На некадашњој Бенској бари, мочварном тлу, на ком су се вековима гнездиле птице, а заправо само неколико стотина метара од центра града, ниче ново стамбено насеље. Нови бетонски мост преко Саве, Спортска хала „Зорка“ са затвореним базеном и фудбалским игралиштем, Хотел „Слобода“ „ц“ категорије, Градски стадион, нове школе, обданишта, домови културе, аутобуска станица... Огроман број комфорних породичних кућа гради се како у самом граду, тако и на дотадашњој периферији Тријангли, Касарским и Шипурским ливадама, Летњиковцу... Насеља која су до тада физички била одвојена од Шапца по неколико километара сада почињу да се спајају са градом као што је случај са Думачом, Поцерским Причиновићем, Јевремовцем, Богосавцем, Мајуром итд. У последњих пет година Шабац се инфраструктурно веома развио. Савремени изглед, који га враћа некадашњем надимку „Мали Париз“, употпуњен лепим уређењем саме градске четврти, одаје слику модерног средњоевропског града.

## XXI век
Године 2004. почиње са реновацијом асфалта у строгом цетру града. Уместо бетона, постављен је бехатон у већини улица у центру. Исте године започето је са одржавањем Шабачког лчетњег фестивала код Шабачке тврђаве.
У мају 2014, Шабац је попут многих насеља у Србији погодила поплава. Влада Србије апеловала је преко телевизије на јавност да крену у испомоћ у Шабац, како би се сузбила поплава. Око 5 хиљада добровољаца, укључујући војску, као и помоћ од стране држава Русије, Словеније, Израела, Аустрије и осталих, послато је у Шабац. Обрезовани су ланци људи који су постављали џакове. Џакови су пуњени на Локацијама Летњиковац и у комапнији Интеркоп. На лице места послат је генерал Љубиша Диковић. Најважније позиције за одбрану биле су у фабрици Зорка, код Шабачке тврђаве и на Чеврнтији. Орагнизованом акцијом спречена је поплава града.
У августу 2014. године обележен је век Церске битке. Неколико хиљада младих из Шапца и околине окупили су се испред шабачке цркве у раним јутарњим часовима и кренули у марш до спомен обележја Церске битке. Ова манифестација, позната као Церски марш, организује се од 2010. године, походом у дужини од 35 километара од Шапца до Текериша, на Церу и код спомен костурнице се одаје пошта и помен погинулим ратницима.
Године 2017. започети су радови на обнови шабачке синагоге у улици Владе Јовановића.
Дана 3. фебруара 2018. у Шапцу је одржано интернационално такмичење у мачевању у шабачкој Хали спортова, на коме су гостовале многе екипе из иностранства.
Према последњем попису из 2002. године, Шабац са својим градским, приградским и сеоским насељима, које припадају шабачкој општини, достиже цифру од око 130.000 становника, што га у домаћим условима чини веома значајним градом.